# Gladiator Begins
Gladiator Begins (剣闘士グラディエーター Kentōshi Guradiētā Biginzu en la versión japonesa y Gladiador Empieza en la versión de Latinoamérica) es un juego de acción y aventura desarrollado por GOSHOW, es un juego para PSP, fue publicado en Japón el 14 de enero del 2010, y en América del Norte Juegos Aksys el 14 de septiembre del 2010. Es la secuela del videojuego del 2005 llamado: Coliseo: Camino a la libertad, que originalmente fue lanzado para el PlayStation 2.

## Argumento
Marco Aurelio Antonino fue el último de los "Cinco Emperadores Buenos". Estaba dotado de una mente brillante, y su influencia había traído la paz, tanto en casa como en el extranjero. Sin embargo, como Marcus entró en sus últimos años la cuestión de la sucesión se planteó y encendió los ánimos. Una enemistad secreta en un muro de separación entre los aristócratas y los soldados que apoyaban a Cómodo, hijo de Marcus, y los que apoyaban al General de Cassius. La pelea se hizo más desesperada y menos secreto día a día. En Roma los días de paz comenzó a dibujar a su fin, solo hasta que un nuevo gladiador llegó en el Coliseo.

## Personaje Principal
Magerius: un lanista y el propietario del jugador al principio del juego, elegido como su superior gladiador. Tuvo que empezar de nuevo después de un partido que se llevó a la muerte de la mayoría de su ludi. Lo único que le interesa es el dinero y los asuntos de su ludi es ninguno de sus preocupaciones. A pesar de perder su mejor ludi, tiene conexiones con su ludi con muchos otros y muchas veces lo usa para ayudar a su preciado gladiador con la esperanza de obtener un patrón.

## Los patrocinadores
Aquila: Ella es la hija del general Aquilio Druso, quien se encuentra lejos en una campaña en Siria. Cuando la noticia se ha desatado que su padre ha sido desaparecido y asesinado, posiblemente ella se encuentra en una conspiración que podría deshonrar la reputación de la familia de Druso. Ella también tiene que lidiar con la posibilidad de casarse a Clodius, un centurión que una vez luchó bajo el mando del general Druso. Una vez dijo que el General de Druso también ha servido fielmente bajo la bandera de Marcus Aurelius durante las Guerras germánicas. 
Publius: Es un exgladiador y el siervo más grande de la familia de Druso, hace un juramento por cuidar de Aquila, mientras su padre estaba de viaje.
Pomponius: Es un senador romano que adora el deporte de gladiadores como una parte valiosa de la cultura romana, más que como una diversión para la gente. Años en el campo político se ha convertido en blanco de los asesinos múltiples y se apresura a asumir sus colegas senadores se oponen a él. Pomponius espera retirarse al final de la política para convertirse en un escritor. Cuando las revueltas de gladiadores empiezan a ocurrir más a menudo, se convierte en el blanco de varios intentos de asesinato que se dirigen a tomar la vida de los patricios que apoyan a Cómodo.
Elisaveta: Ella es la esposa de Vispanius, el tesorero del Senado romano. Ella es hermosa y encantadora a su marido y los ludi muchos de los que ganó su afecto a través de victorias en el Coliseo y los eventos de gladiadores. Sin embargo, que debido al hecho de que su esposo es a menudo se pasa las noches con muchos ludi y ha roto muchos corazones, incitando la ira de sus examantes. Recientemente tuvo otro ludi que estaba pensando en ganar su corazón, sino con la palabra que se ha desatado de que su marido habría regresado, ella ha elegido el jugador a ser su asesino cuyo objetivo es eliminar cualquier ludi con un resentimiento en contra de ella. 
Brosius: Es un exfamoso gladiador y esclavo, ahora convertido en un lanista que obtuvo su libertad y comenzó sus propios ludus con sus ganancias. Así como un hombre libre, está sujeto al control de la nobleza de Roma. El hecho de que su ludus está luchando no facilitan las cosas. Una vez fue el mentor de Castor, que una vez fue su gladiador favorito. Una vez dijo que Castor lo dejó más adelante por el dinero ofrecido por Dominicus, un patricio y un rival lanista. Más tarde se las había arreglado para adquirir servicios de Medeia como un gladiador, así ahorrando su vida de un juicio en los tribunales romanos. Pero los enemigos de Brosius son aristócratas, tiene poco poder para cambiar su situación. Tiene una fuerte creencia de que para tener realmente un sueño, hay que ser un hombre libre en un sueño que no comparten con Castor. 
Cómodo: Es el próximo emperador de Roma. Pensando en sí mismo la reencarnación de Hércules, se está preparando para convertirse en el gobernante del Imperio Romano. En realidad él es hedonista y arrogante, alineando a muchos temas que son realmente fuera para sus mejores intereses. A pesar de sus defectos, él tiene una gran confianza en el jugador que lo ayudaría en su ascenso al poder. Si el jugador cumple con todos su pedidos y le es leal, será nombrado Prefecto del pretorio.

## Gladiadores rivales
Danaos: Un gladiador misterioso, conocido como el "demonio". Nadie sabe la historia detrás de este luchador oscuro y siniestro que no sea el hecho de que él es el mejor gladiador de su tiempo. Danaos pelea con dos hachas de batalla mortal y lleva sólo la ropa hecha jirones negro y un casco formado para parecerse a un cráneo con cuernos que puede sobrevivir incluso el más devastador de los ataques. Pomponio vez consideró que el jugador luchar Danaos durante un partido de promoción en un "Gloria de Campania" evento, pero rápidamente decidió en contra de ella, creyendo que Danaos mataría el jugador demasiado rápido.
Celado: Un gladiador conocido como "The Red brazo derecho" de la armadura roja que envuelve todo su brazo derecho y el poderoso martillo de guerra carmesí llevado por ese brazo. Entre todos los gladiadores de Roma, Celado sólo es superado por Danaos en el poder y el prestigio.
Sexto: A, gladiador legendario formidable, apodado el "Honor de Roma", que lucha con un gladius afilada y un escudo de altura. Sexto es un guerrero de Germania que una vez lucharon contra el general Aquilio Druso, el padre de Aquilla, durante las guerras germánicas. Perdió y luego fue llevado a Roma como esclavo. Más tarde se convirtió en gladiador bajo el patrocinio de la familia Druso. A pesar de su odio a los patricios de su esclavitud, Sexto sostiene Druso generales en la más alta consideración y no tiene rencor contra él. El general no matar a los prisioneros y en realidad trató Sexto y sus compañeros con respeto. Sin embargo, Sexto se ha comprometido a ayudar a la familia nunca Druso directamente desde Druso era todavía responsable de la muerte de sus compañeros. Sexto es un favor importante a la popularidad de la "Sonrisa de Bellona" eventos.
Spartoi: Un gladiador bárbara y musculoso que evita las armas en favor de sus puños. Debido a su estilo de lucha salvaje e implacable, Spartoi es conocido por los espectadores como el "Brute Instinct". Está vestido con una armadura hecha de huesos de animales y falta sus labios, dejando una sonrisa macabra permanente en su rostro.
Medeia: Una hermosa, gladiador femenino, apodado el "Brilliant Diosa", cuya habilidad con dos hojas curvas es a la vez elegante y mortal. Medea se dice que es un descendiente de las Amazonas legendarios. Mientras que ella es contundente y de genio vivo, Medeia también cree en la lucha con honor. En el pasado, ella fue una vez un esclavo de un patricio romano particularmente cruel. Un día, ella mató a su maestro en una rabia y debía ser condenado a muerte por el asesinato de un aristócrata. Afortunadamente, ella llegó con el patrocinio y la protección de Brosius y, desde entonces, ha sido su gladiador más exitoso.
Spiculus: Un gladiador africano astuto conocida como la "velocidad de Llama de Plata" por su pulido, armadura plateada y la rapidez del rayo de su espada. Su aspecto hermoso es el deseo de toda mujer y la envidia de todos los hombres. Elisaveta dijo una vez que incluso Milichus, un gladiador muy capaz en su propio derecho, sería un hombre débil en comparación con Spiculus. Él está bajo el patrocinio de Vipsanio.
Nemesis: Un gladiador confiado mujer de Tracia, apodado el "Bloody Queen Bee", quien es conocido por su armadura carmesí profundo y su habilidad sin igual con una lanza. Ella está bajo el patrocinio de la familia Druso. El jugador, una vez su luchó en la arena a cambio de información acerca de la verdadera suerte del general Druso.
Ursus: Un gladiador misterioso de Aegiptos conocido como el "Mensajero del Sol", cuya armadura está basado en la apariencia del dios egipcio Horus. Si bien la lucha con espadas gemelas, Ursus utiliza extrañas, movimientos poco ortodoxos y gritos de batalla que a menudo desconcierta a sus oponentes. En la batalla, está a favor de ataques aéreos y, a menudo se compara con un pájaro del salto. Junto con Hories, Ursus es una de gladiadores favoritos Vipsanio '.
Hories: Un gladiador misterioso de Aegiptos apodaron el "Arbiter of Souls", cuya armadura está basado en la apariencia del dios egipcio Anubis. Su estilo de lucha es tan extraño como el de Ursus, excepto que Hories prefiere los ataques que se dirigen a las piernas y la parte inferior del cuerpo. Parece que arrastrarse por el suelo con rapidez cuando se combate. Junto con Ursus, Hories es uno de gladiadores favoritos Vipsanio '. Cuando Hories y Ursus se asociaron durante un partido, los dos guerreros vuelven casi imparable.
Aibell: Un gladiador femenino joven de Britannia del Ludus Generidus quien hábilmente utiliza un hacha de batalla y un pesado escudo en la batalla. Pomponio vez comparó su hacha a un trueno y su escudo a un muro de piedra. Debido a su apariencia juvenil, Aibell es conocido por los espectadores como el "adorable Savage". Ella es muy independiente y muy orgullosos de su herencia celta, a veces citando a las deidades de su tierra natal cuando se habla. Aibell en realidad no era el nombre de la joven gladiador, pero el nombre de un ser mitológico que le dio sus admiradores romanos. Ella está bajo el patrocinio de Pomponio y sirve como uno de sus guardaespaldas cuando su vida está bajo la amenaza de asesinato. Cuando Generidus comenzó disturbios de gladiadores para matar senadores leales a Cómodo, Aibell convirtió en su cómplice. Esto se debía a que, al igual que muchos gladiadores, que creía que todos los patricios romanos eran crueles, monstruos irreflexivos dispuestos a enviar innumerables esclavos a morir en la arena para su propia diversión. Cuando Pomponio demuestra compasión de gladiadores y expresa sus pensamientos sobre cómo otras personas pensarían de Romanos, Aibell comenzó a tener dudas sobre la trama Generidus. Después de que ella es derrotado en un partido, Aibell advierte al jugador de un atentado contra la vida Apicius '. Después de que el jugador mata a los aspirantes a asesinos, Aibell explica a sí misma diciendo que ahora se dio cuenta de que no todos los romanos eran crueles y, mientras ella aún odiaba patricios para el envío de gladiadores a la muerte, que ha decidido dejar que las cosas sean. Después Generidus la muerte a manos del jugador, el destino de Aibell sigue siendo desconocida, pero se supone que ella retiene Pomponio 'favor.
Flamma: Un gladiador sobrepeso apodado el "Volcán Moving" por su estilo de lucha temeraria y su fuerza, dice que es la de muchos hombres. Él maneja una maza y un escudo grande cuando en la arena. A pesar de ser un gladiador, Flamma es un patricio de nacimiento y es leal a la nobleza romana. Él es el gladiador más poderoso bajo el patrocinio de la Apicius senador, que asigna Flamma para combatir el jugador a la vez en un evento de "Gloria de Campania" después de una discusión con Pomponio, que también respeta la fuerza de Flamma. Al principio, Flamma cree los rumores de que el jugador fue quien instigó las recientes revueltas de gladiadores y sólo tenía dudas cuando el jugador le perdonó la vida después de la batalla.

## Otros Personajes
General de Cassius: La principal antagonista del juego. Un general famoso que fue visto por última vez de servir en Siria contra los partos y otros enemigos de Roma. Él muestra disgusto por Marco Aurelio para la selección de un heredero por nacimiento en lugar del mérito. Él ha puesto en marcha varios planes para socavar de Cómodo poder en Roma, incluida la financiación de Clodio intentos de apoderarse de la fortuna de la familia Druso y pagando el lanista Generidus Para iniciar disturbios de gladiadores en un intento de asesinar a senadores leales a Cómodo. Después de que él es derrotado por el jugador, Cassius expresa su preocupación por la suerte del Imperio Romano, en la creencia de que Commodus traería la ruina a la misma.
Gulielmus: El antagonista secundario del juego. Un gladiador macedonio que siempre se cruza con el gladiador de la "Palabra de Quinto", un evento de gladiadores patrocinado por el coemperador, Lucio Vero. Gulielmus ve el jugador con desprecio y animosidad y tiende a subestimar la habilidad del jugador como un gladiador. Cuando Gulielmus gana su libertad desde el escenario, se convierte en un oficial del ejército bajo el mando del general Cassius. Cuando el jugador es enviado por Cómodo para matar a Cassius, Gulielmus sirve como el último enemigo antes de que se luchó contra el general. Cuando derrotado por el jugador, Gulielmus es asesinado por guardias de Cassius por su fracaso.
Bernados: El capitán de la guardia pretoriana. Un soldado devoto orgulloso, nunca cuestiona su fe hacia Cómodo y se asegura de que está a salvo de los asesinos y de cualquiera que amenace su gobierno. Sin embargo, cuando eligió al jugador para que le ayudaran en la protección de la vida del emperador, fue pronto alienado por Cómodo través de una cadena de acontecimientos. Sintiendo que su posición se ve amenazada, Bernados desafía al jugador a un duelo en un intento de recuperar el favor de Cómodo y es asesinado.
Castor: Un gladiador antes de ludus Brosius ', que es ferozmente leal a su amo actual, Dominicus. Castor cree que los esclavos y gladiadores deberían estar agradecidos por lo que los patricios dan a ellos y que la libertad es en última instancia una idea tonta. Cuando Dominicus hace una apuesta con Brosius, un duelo se establece entre Castor y el jugador. Cuando Castor es derrotado, se lamenta de morir como un humilde esclavo. En sus últimos momentos, se da cuenta de cómo su vida podría ser diferente si él eligió perseguir sus deseos.
Generidus: Un ex gladiador, ahora el lanista del Ludus Generidus, que tuvo el patrocinio de los senadores Pomponio y Apicius. A medida que la pelea entre Cómodo y el general Cassius empeora, Generidus fue pagado por Casio para disponer de los senadores que apoyan Cómodo. Si bien aceptó el pago, Generidus también tenía una razón personal para seguir el plan de Cassius. Quería venganza por los innumerables esclavos enviados a morir en las arenas para el entretenimiento del Imperio Romano. En secreto, comenzó varias revueltas de gladiadores para deshacerse de senadores leales a Cómodo. Cuando Aibell expone Generidus como el instigador de los disturbios, el jugador persigue al lanista en las profundidades de la Coliseo y lo mata.
Clodio: Un centurión bajo el mando de Druso generales durante la campaña en Siria. Clodio tiene una mala opinión de los esclavos y gladiadores, el último de los cuales él considera que son simplemente artistas en lugar de verdaderos guerreros. Se le disgustaba enormemente por Aquila, quien lo considera grosero. Cassius consiguió ganar la lealtad de Clodio prometiéndole una alta posición en el Imperio Romano, una vez Cassius se convirtió en emperador. Cuando el general Druso desapareció durante una emboscada tendida por los invasores persas, Clodio se apresuró a Roma para informar de la muerte del general a la familia Druso a pesar de haber escapado antes se pudo confirmar la muerte. Su principal objetivo era reclamar las riquezas de la familia Druso casándose Aquila, alegando que era el último deseo de su padre. Cuando ella se niega, Clodio provoca una molestia para la familia Druso sobornando ludi lejos de la "Sonrisa de Bellona" eventos e incluso pide Sexto ayuda en un esquema de venganza. Aquila establece un duelo entre el jugador y Clodio, quien derrotó en la batalla.
Malico: Un gladiador y una de Elisaveta muchos ex amantes. Aunque profundamente encantado por Elisaveta, Milichus también está decidido a romper su a su voluntad por cualquier medio necesario. Un hombre inteligente y astuto, Malico vez intentó que el jugador y Vipsanio asesinados por enviarlos a una emboscada usando cartas escritas en nombre de los demás. En represalia por esto, Vipsanio establece un duelo entre el jugador y Millichap, con la intención de matar al vencedor a sí mismo en un duelo después. Milichus es derrotado, lo que resulta en el reproductor de confrontar Vipsanio.
Vipsanio: El tesorero del Senado romano y el marido de Elisaveta, Vipsanio vez sirvió en los romanos-partos Wars como soldado en las legiones romanas. Él es el patrocinador de la "Susurro de Egeria" eventos, aunque su esposa hace la mayor parte de la gestión de eventos. Elisaveta describió una vez Vipsanio tan cruel, sádica y dominante, con la capacidad de causar la muerte de muchas maneras sin dejar una marca en la víctima. Después de haber sido engañados en emboscada por Milichus, Vipsanio estaba decidido a matar a los dos Milichus y el jugador y castigar a su esposa personalmente por sus indiscreciones. Él es derrotado por el jugador en un duelo, lamentando el hecho de que lo ha perdido todo.

## Jugabilidad
Gladiator Begins es un juego de acción que incorpora diversos elementos de RPG. Los jugadores pueden aumentar de su gladiador vitalidad, fuerza y resistencia con puntos de AP han sido obtenidos por ganar batallas en la arena. El jugador comienza primero por la creación de un gladiador personalizada, pudiendo elegir entre hombre o mujer, el tamaño del cuerpo, color de la piel, y los detalles faciales. Gladiador del jugador comenzará entonces su historia y sujeto a su propietario para pagar sus deudas mediante la introducción de esclavos en múltiples ámbitos.
En la arena, el jugador puede preparar su gladiador con los equipos adecuados y mover conjuntos y elegir entre los partidos disponibles para entrar. Durante el partido, el jugador va a atacar con armas armadas o con sus propias manos a otros opositores de gladiadores. Gladiators pueden golpear de armas y armaduras de otros gladiadores y recogerlos para usarlo a su favor. Durante diferentes estadios y partidos, habrá algunos temas replicado como la batalla a bordo de un barco y animales como tigres y elefantes para luchar contra. Después de ganar un partido, el jugador ganará dinero y AP y volver a la zona centro para prepararse para el día siguiente o seguir adelante con la historia. 
El control de combate consiste en utilizar el stick analógico PSP para el movimiento y el cuadrado y el círculo botones para atacar a la izquierda y derecha, respectivamente, el botón triángulo para el ataque cabeza y Botón X para bajo ataque. Las funciones de D-pad como el equipamiento y la eliminación de las armas y armaduras que se dejan caer en el suelo. Las habilidades especiales pueden ajustarse a los botones deseados también. 

## Desarrollo
Precuela del juego, el Coliseo: Camino a la Libertad, fue publicado originalmente por Ertain el 17 de febrero de 2005 en Japón. Posteriormente, desarrollador de juegos y adquirir la editorial ha adquirido los derechos de la serie Gladiador de Ertain el 1 de octubre de 2008. Gladiator Begins fue originalmente programado para ser lanzado el 12 de noviembre de 2009 en Japón, pero fue aplazado al 14 de enero de 2010 debido al descubrimiento de un error crítico. El retardo también ha resultado en la aplicación de una característica de instalar, que permite que el juego se ejecute de manera más eficiente. 
Gladiator Begins primero ganó notoriedad durante el Tokyo Game Show 2009, por su modelo de promoción ligera de ropa vestido como un gladiador femenino. Desde entonces, el gladiador femenino ha aparecido en la portada alternativa de promoción en Japón, y como en -Juego contenido descargable.
- Datos: Q5566258